# Championnat de Pologne de football 2001-2002
La saison 2001-2002 de l'Ekstraklasa a débuté le 22 juillet 2001 et s'est terminée le 5 mai 2002. Cette saison s'est déroulée en deux phases : une phase de qualification composée de deux groupes, puis une phase finale où titre et relégation se sont joués séparément. C'est le Legia Varsovie qui a remporté cette édition, devant le Wisła Cracovie.

## Barrages
- 13e place : 
  - Górnik Łęczna : 0-1 : Ostrowiec Świętokrzyski
  - Ostrowiec Świętokrzyski : 2-1 : Górnik Łęczna

- 14e place :
  - Szczakowianka Jaworzno : 2-0 : RKS Radomsko
  - RKS Radomsko : 1-0 : Szczakowianka Jaworzno

Le KSZO Ostrowiec Świętokrzyski se maintient en première division, tandis que le RKS Radomsko est relégué au profit du Szczakowianka Jaworzno.

## Meilleur buteur
- Maciej Żurawski (Wisła Cracovie) : 21 buts